# Televisión Pública de Armenia
La Televisión Pública de Armenia (en armenio: Հայաստանի Հանրային Հեռուստաընկերություն; Hayastani Hanrayin Herrustaynkerut’yuny), también conocida como Primer Canal (Առաջին ալիք) o 1TV, es un canal de televisión pública de Armenia. Comenzó sus emisiones en 1956 y es miembro activo de la Unión Europea de Radiodifusión.

## Historia
La televisión pública de Armenia comenzó a emitir el 29 de noviembre de 1956 con el apoyo del Consejo de Ministros de la URSS, interesado en expandir este medio en todas sus repúblicas. Después de meses en pruebas, el 9 de febrero de 1957 tuvo lugar la inauguración oficial. Un año después se pusieron en marcha los servicios informativos.
La programación en color comenzó el 1 de mayo de 1973 con la retransmisión del desfile del Primero de Mayo desde la Plaza Lenin (actual Plaza de la República). La cobertura televisiva llegó a todo el país en 1977 gracias a una antena de 311 metros construida en Ereván. Durante la década de 1980 este canal se encargó de cubrir acontecimientos históricos como la última sesión del Soviet de la República Socialista Soviética de Armenia, el estallido de la guerra de Nagorno Karabaj y el terremoto de Spitak en diciembre de 1988. Dos años después, el primer ministro armenio Vazgen Manukyan designó para la dirección a un cargo no vinculado a los comunistas, lo que dotaba al medio de una línea editorial más próxima al nacionalismo armenio.
Armenia declaró la independencia de la Unión Soviética el 21 de septiembre de 1991, reconocida en diciembre del mismo año. El nuevo gobierno decidió que los medios públicos fuesen gestionados por empresas estatales independientes, dando origen a la Radio Pública de Armenia y la Televisión Pública de Armenia. Además de la competencia privada, el canal tuvo que enfrentar la inestabilidad política del nuevo estado, la crisis económica y una guerra con Azerbaiyán que se mantuvo hasta 1994.
En 2001 el canal pasó a llamarse «Hayastan 1» (Armenia 1) y adoptó una programación comercial. En julio de 2005 ingresó en la Unión Europea de Radiodifusión, y desde 2016 emite en alta definición.